# Megacriodes forbesii
Megacriodes forbesii là một loài bọ cánh cứng trong họ Cerambycidae.